# Histoire secrète
Pour les articles homonymes, voir Histoire secrète (homonymie).
Une histoire secrète (ou histoire de l'ombre, histoire cachée, ou encore histoire occulte) est une interprétation révisionniste ou fictive d'événements historiques réels, lesquels sont censés avoir été délibérément occultés, oubliés ou ignorés par les historiens établis. Le terme est également utilisé pour décrire une autre interprétation des faits avérés ou connus qui dépeint une interprétation radicalement différente, des motivations ou de la trame de fond des événements historiques.

## Histoire secrète du monde réel
À l'origine, l'histoire secrète est conçue comme une non-fiction, révélant ou prétendant révéler la vérité derrière un événement historique : par exemple, L'Histoire Secrète des Mongols révèle aux futurs Khans les clés du royaume Mongol. Le terme histoire secrète couvre à la fois le ré-examen de façon critique d'événements historiques, et le révisionnisme historique dans lequel les faits sont délibérément omis, supprimés ou déformés.
L'exemple par excellence d'histoire secrète sont les Anecdotes de Procope de Césarée (connu pendant des siècles comme l'Histoire Secrète). Ce manuscrit a été découvert dans la Bibliothèque Vaticane et publié en 1623, des siècles après son écriture, bien que son existence soit déjà connue de la Souda, qui se réfère à elle comme Anekdota ("la composition inédite"). L'Histoire Secrète couvre à peu près les mêmes années que les sept premiers livres de l'Histoire des Guerres de Justinien,  et semble avoir été écrit après leur publication. Selon le consensus actuel, le texte est daté entre 550 et 558, voire de 562. Il dépeint le règne de l'empereur romain Justinien Ier, brocardant l'empereur, son épouse, et certains membres de la cour impériale.

## Histoire secrète fictive du monde réel
L'histoire secrète est parfois utilisée comme trame de fond de séries de science-fiction ou de fantasy, afin de préserver la continuité avec la réalité historique, pour réconcilier le paranormal, les anachronismes, ou autre fait notable de l'univers fictif, avec ce qui s'est réellement passé dans l'histoire connue ; par exemple, dans l'univers de Star Trek, le roman de Greg Cox The Eugenics Wars: The Rise and Fall of Khan Noonien Singh (en) décrit les Guerres Eugéniques des années 1990 (période qui faisait partie d'un futur lointain lors de sa première mention dans un épisode de 1967) comme étant une guerre de l'ombre cachée aux yeux des gens normaux, et où des événements réels comme l'essai nucléaire Bouddha Souriant, les guerres de Yougoslavie, et les émeutes de 1992 à Los Angeles font partie d'un conflit plus large.

### Romans pseudo-historiques
Deux romans ayant connu un succès critique important sont considérés comme ayant établi ce genre :
- L'Arme à l'œil par Ken Follett: en 1944, un espion allemand met en péril les plans alliés du Jour J;
- Chacal par Frederick Forsyth: un assassin manque de tuer Charles De Gaulle, président de la France, en 1963.

## Histoire secrète d'un monde fictif
La "Continuité rétroactive", la modification du canon des événements dans une série de fiction, emploie souvent le subterfuge de l'histoire secrète. Ce qui semble être une violation de la continuité du récit est "révélé" de manière à altérer la véracité du scénario auquel les lecteurs avaient été introduits. Une telle modification peut aussi se faire dans le sens inverse : des pans entiers de la fiction sont basculés dans le domaine de l'histoire secrète. De telles transformations se produisent avec régularité dans les bandes dessinées (comics) de super-héros.